# So geht’s auch
So geht’s auch war der Titel einer 1980 erstausgestrahlten ZDF-Fernsehserie.
Die sieben in sich abgeschlossenen Folgen erzählen von Schicksalen Alleinerziehender. Die Sendung wurde samstags um 19.30 Uhr gesendet.

## Episodenübersicht
| Nr. | Titel                           | Erstausstrahlung | Regie               | Drehbuch                          |
| --- | ------------------------------- | ---------------- | ------------------- | --------------------------------- |
| 1.  | Klein und groß                  | 8. März 1980     | Stefan Lukschy      | Stefan Lukschy, Christian Rateuke |
| 2.  | Die Wende                       | 22. März 1980    | Ingrid Oppermann    | Georg Lehner, Ingrid Oppermann    |
| 3.  | Mama, ich bin 19                | 5. April 1980    | Hans-Werner Schmidt | Uta Geiger-Berlet                 |
| 4.  | Wie ein Frosch im Brunnen       | 19. April 1980   | Jörg Grünler        | Jörg Grünler                      |
| 5.  | Geteilte Freude, halbe Freude   | 3. Mai 1980      | Hans-Werner Schmidt | Isolde Sammer                     |
| 6.  | Am liebsten zurück in den Bauch | 17. Mai 1980     | Jörg Grünler        | Jörg Grünler                      |
| 7.  | So hat jeder seine Freiheit     | 24. Mai 1980     | Ulf Miehe           | Ulf Miehe                         |